# Zece Clădiri Mari

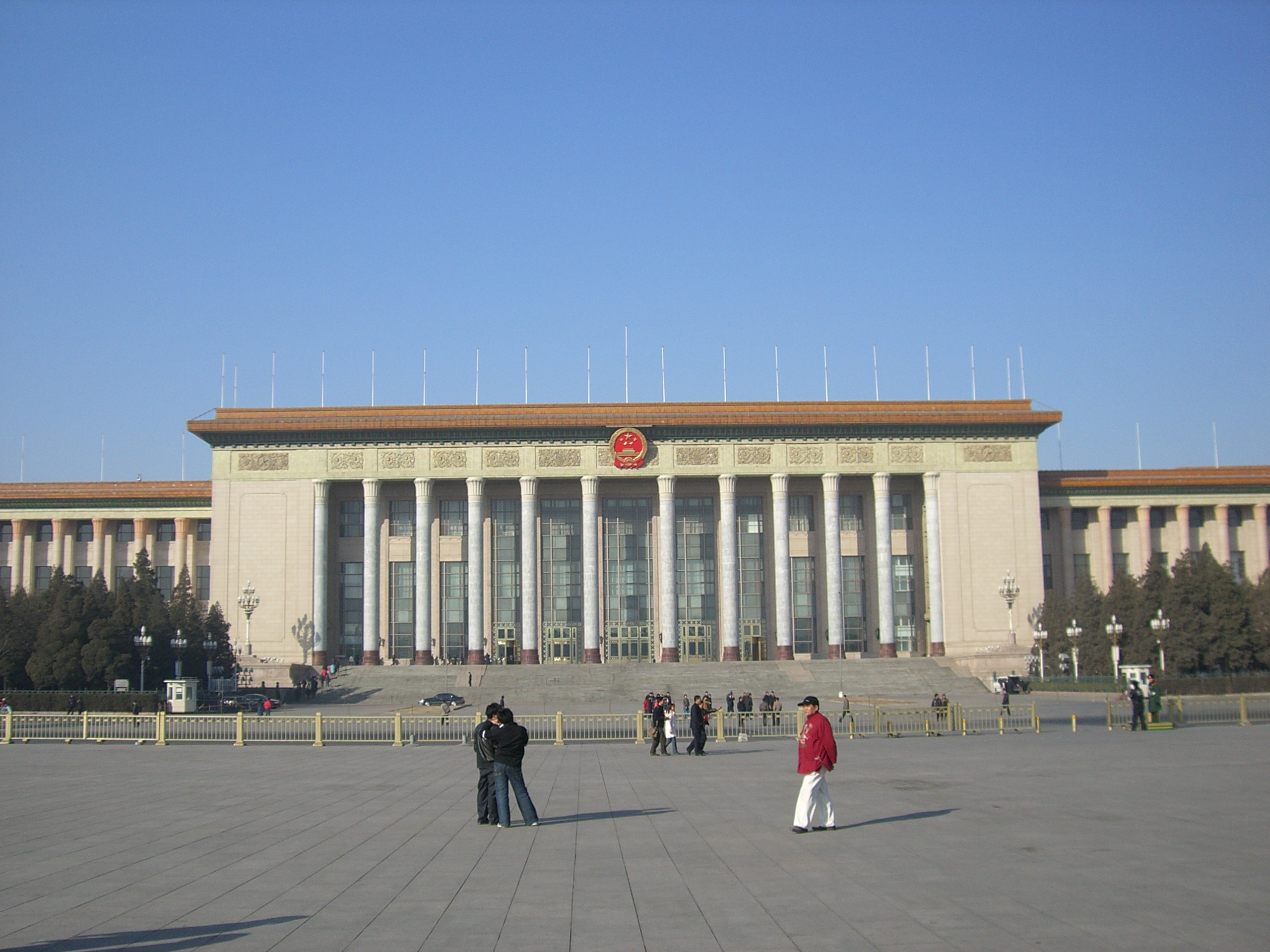
Sala Mare a Poporului

Cele Zece Clădiri Mari (în chineză simplificată: 十大建筑) sunt zece clădiri publice care au fost construite în Beijing în 1959, pentru a aniversa zece ani de la fondarea Republicii Populare Chineze. Au făcut parte din inițiativa de arhitectură și urbanism Marele Salt Înainte a Președintelui Mao. Cele mai multe dintre clădiri au fost în mare parte finalizate într-un interval de timp de zece luni, până la termenul limită de 1 octombrie 1959. Pe lângă construcția acestor clădiri, a avut loc și o extindere a pieței Tiananmen, precum și o campanie de comisioane de artă pentru a decora majoritatea clădirilor până la finalizarea lor. Două campanii ulterioare de artă pentru aceste clădiri au fost derulate în 1961 și în perioada 1964-1965.
Clădirile au fost proiectate de către membri ai Institutul de Proiectare Arhitecturală din Beijing, care au lucrat cu Biroul de Planificare din Beijing și Ministerul Construcțiilor. Arhitecții au folosit o combinație austeră de trei stiluri de bază: modernism în stil internațional, realismul socialist exprimat în arhitectura stalinistă și o formă de istoricism bazat pe arhitectura chineză tradițională.
Cele Zece Clădiri Mari au transformat Beijingul. Aceste clădiri noi monumentale, care au fost construite la scară mare și care furnizau facilități și servicii moderne, au contribuit la a stabili și sărbători o imagine a „Noii Chine” promovată de Mao Zedong. Clădirile au redefinit Beijingul ca fiind modern, parte din viziunea de viitor socialistă internațională, și totuși distinct chinez. Poate cel mai important, a făcut din oraș unul comparabil cu alte capitale ale „superputerilor” globale importante, precum Londra, Washington, D.C. și Moscova.

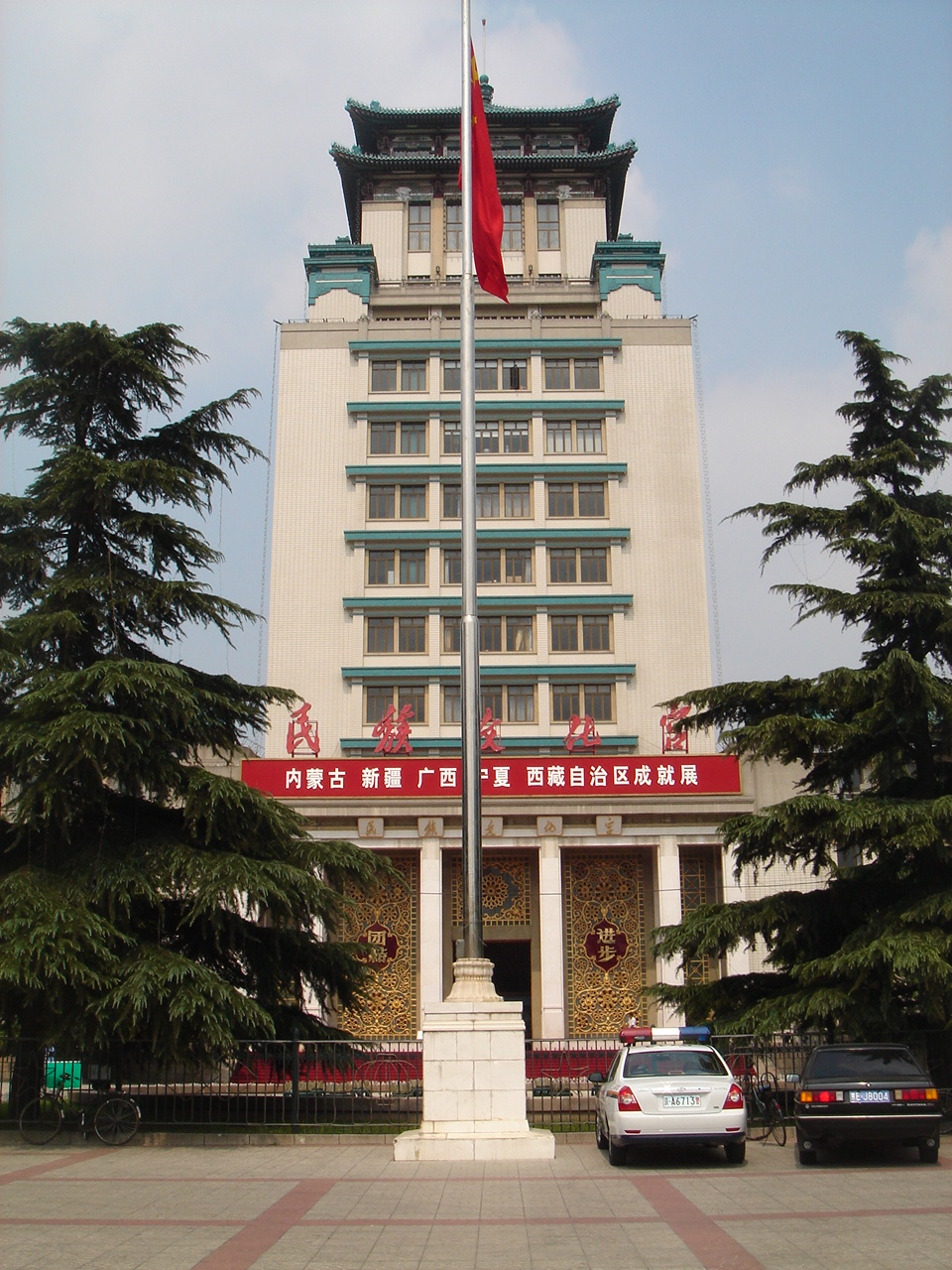
Palatul Cultural al Naționalităților

## Clădirile
Cele zece clădiri sunt:

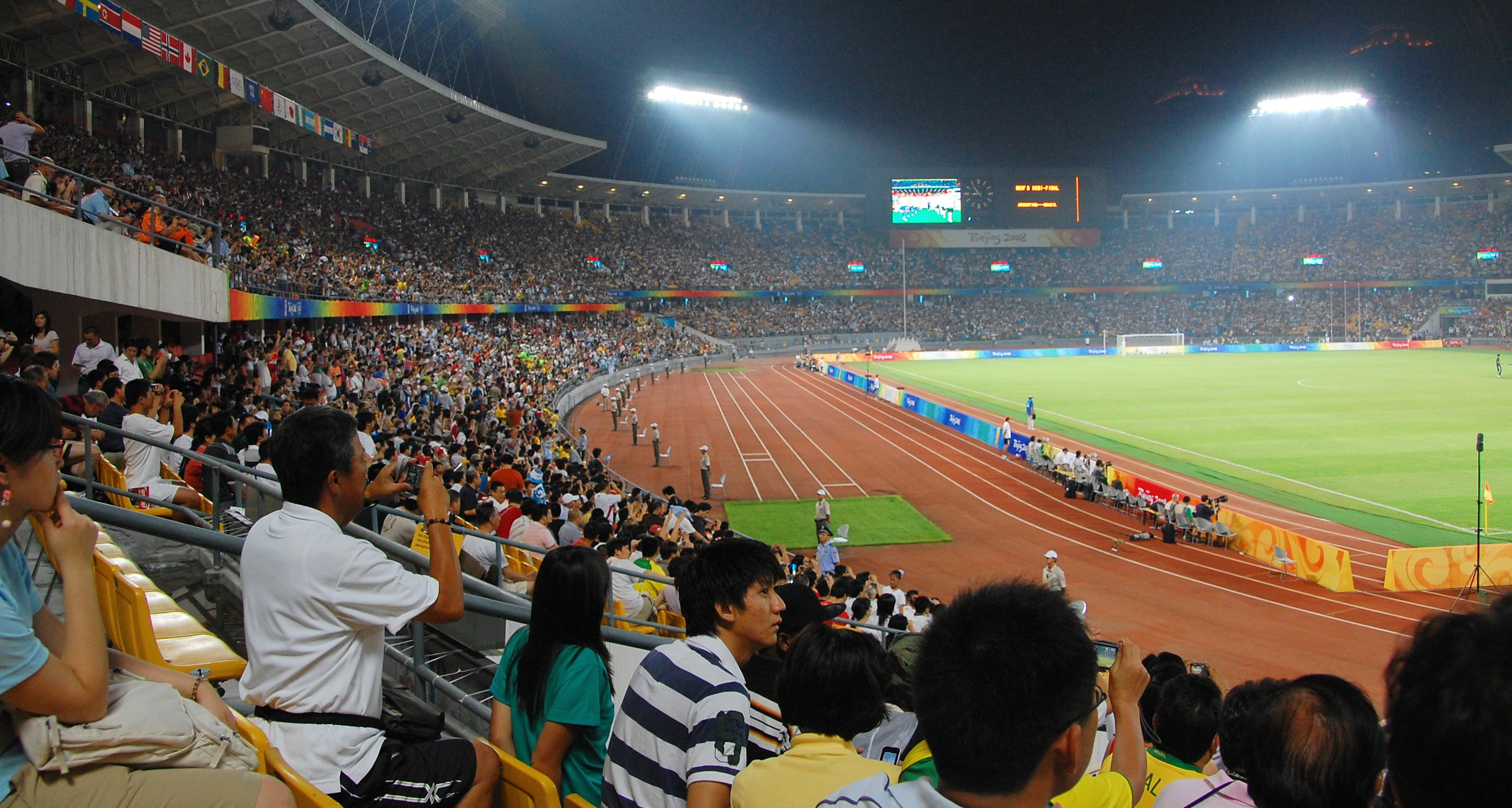
Stadionul Muncitorilor

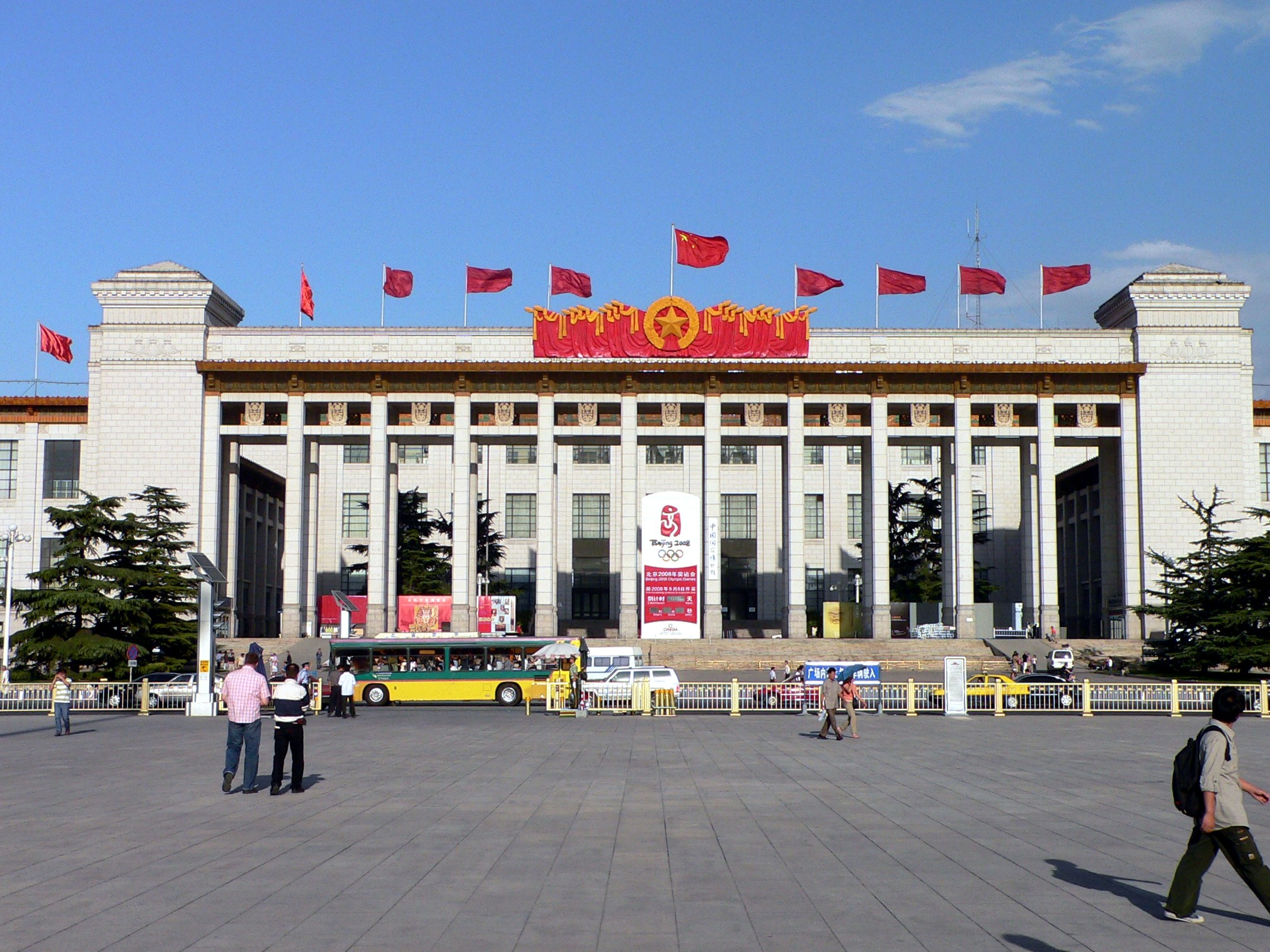
Muzeul Național al Chinei

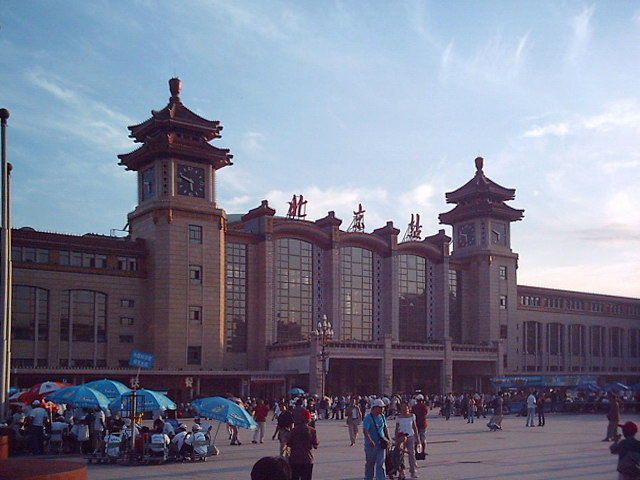
Gara Beijing

- Sala Mare a Poporului – Situată pe latura de vest a Pieței Tiananmen, Sala Mare a Poporului găzduiește organul legislativ principal din China, Congresul Național al Poporului, și este, de asemenea, utilizată pentru alte activități ceremoniale.
- Muzeul Național al Chinei – Inițial cunoscut sub numele de Muzeul de Istorie Revoluționară a Chinei, această clădire este situată pe latura de est a Pieței Tiananmen.[5]
- Palatul Cultural al Naționalităților – Situat în partea de nord-vest a Bulevardului Chang'an, este o clădire de înălțime medie care încorporează elemente de design tradiționale chineze. Clădirea a câștigat o serie de premii drept exemplu de design în stil chinezesc modern.[6]
- Gara Beijing – Proiectată de arhitecții Yang Tingbao și Chen Deng'ao, gara Beijing a fost cel mai mare și modern terminal de transport feroviar de călători din China la momentul construcției.[7] De la construcția sa, a deservit o serie de trenuri interne și internaționale, inclusiv trenuri spre și dinspre Moscova, Ulan Bator și Phenian.[8] Gara a înlocuit vechea gară Beijing din Qianmen, în apropiere de Piața Tiananmen, care a fost construită în 1901.[9]
- Stadionul Muncitorilor – Acest stadion multi-scop a fost cel mai recent renovat în 2004 și are acum o capacitate de 66.161 de spectatori. A găzduit primele Jocuri Naționale ale Republicii Populare Chineze.[10]
- Centrul Național de Expoziții Agricole  – Premierul Zhou Enlai a supravegheat planificarea aceastei clădiri. Aceasta a fost folosită pentru prima dată în 1959, când a găzduit Expoziția Națională a Realizărilor Agricole prijeluită de a Zecea Aniversare a RPC.[11]
- Pensiunea de Stat Diaoyutai – complexul de hotel și pensiune este construit pe locul unei grădini vechi de 800 de ani, datând din timpul dinastiei Jin. Clădirea încorporează elemente de design arhitectural al grădinilor tradiționale chinezești.[12][13] Rezervată anterior pentru vizitele demnitarilor și oficialilor Partidului (cea mai faimoasă fiind Jiang Qing, Madame Mao), pensiunea este acum deschisă publicului.
- Hotelul Minzu – Hotelul Minzu este situat pe Bulevardul Chang'an Vest. Acesta a găzduit numeroase delegații străine și este adesea folosit pentru conferințe de presă.[14]
- Hotelul Chinezilor Expatriați – hotelul original a fost demolat în anii 1990.[15] O clădire nouă, construită pe același loc, este acum parte din lanțul hotelier Prime.[16]
- Muzeul Militar Revoluționar al Poporului Chinez – Situat pe Șoseaua Fuxing din Beijing, acesta este cel mai mare și cuprinzător muzeu de război în China. Exponatele pun accent pe războaiele secolului al XX-lea, mai ales Războiul Civil Chinez, dar există și expoziții de arme de război antice și moderne.[17] Clădirea principală are șapte etaje în centru și este acoperită de o turlă centrală. Două aripi înalte de patru etaje se extind de fiecare parte.[18]

## Program de artă
Programul artistic care a coincis cu dezvoltarea celor Zece Mari Clădiri a fost vast în domeniul său de aplicare: a inclus 345 tablouri, picturi murale și sculpturi pentru a decora clădirile noi. Multe au fost realizate folosind modurile tradiționale de pictură chineză, iar altele au fost în stil socialist realist. Sala Mare a Poporului a primit cea mai mare pare a atenției comisiei, dar campania nu s-a limitat la această clădire. Un aspect relevant al decorului Sălii Mari a fost corelarea camerelor pentru reprezentanții din fiecare provincie cu artă regională realizată de către artiști din respectivele provincii. Piesa centrală a acestei clădiri a fost o pictură mare realizată de Fu Baoshi și Guan Shanyue pentru scara principală. Intitulată Acest Pământ Atât de Bogat în Frumusețe, este una dintre cele mai mari picturi pe hârtie din China, cu dimensiuni de 5,5 pe 9 metri. Pictura a fost bazată pe poemul Odă Zăpezii de Mao Zedong și include o transcriere a titlului în caligrafia lui Mao.